# Oog in Al (buitenplaats)

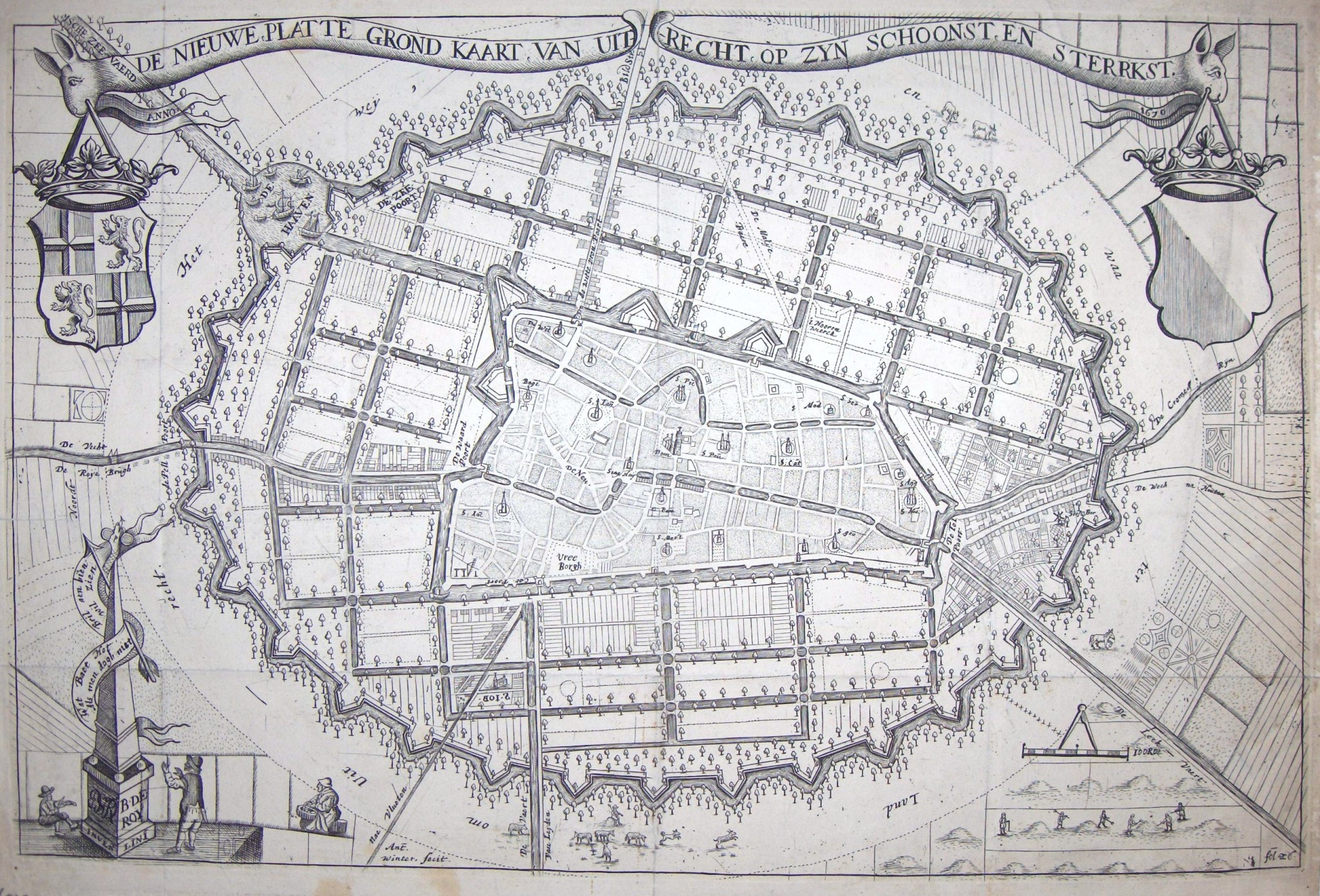
Meysters uitbreidingsplan voor Utrecht.

Oog in Al is een voormalige buitenplaats in de Nederlandse stad Utrecht.
De buitenplaats is rond 1664 gesticht door de excentrieke 'dolle jonker' Everard Meyster. De Utrechtse burgemeester Hendrick Moreelse had grootschalige uitbreidingsplannen voor de stad in gedachten. Enthousiast geworden door deze plannen en spoedig soortgelijke plannen makend, liet Meyster een eindje buiten de stad een buitenplaats aan de Leidse vaart bouwen, zodat hij deze uitbreidingen gade kon slaan. De buitenplaats kreeg daarom de naam Oog in Al. De uitbreidingen kwamen uiteindelijk vrijwel niet van de grond.
Aan het hoofdgebouw zijn gedurende de 19e en 20e eeuw diverse aanbouwen toegevoegd. In de eerste helft van de 20e eeuw was er een hotel-café-restaurant gevestigd. Van 1961 tot 2014 huisde er een vestiging van de Gemeentelijke Bibliotheek. Het huis is sinds 1967 rijksmonument.
Het hoofdgebouw is omringd door een park, Park Oog in Al, ontworpen rond 1921 door de tuinarchitect Jan Denier van der Gon. In het park bevinden zich onder meer een 18e-eeuwse theekoepel en een Duitse bunker. In de tijd van Meyster had de buitenplaats een groot grondgebied met een tuin.
De erbij gelegen buurt Oog in Al is naar de buitenplaats vernoemd.